# Joscha Burkhalter
Joscha Burkhalter (* 11. Juli 1996 in Erlenbach im Simmental, Kanton Bern) ist ein Schweizer Biathlet. Er startet seit 2020 regelmässig im Weltcup und nahm an den Olympischen Spielen 2022 teil.

## Sportliche Laufbahn
Burkhalter begann in seiner Kindheit mit seinem Vater, welcher ehemaliger Langläufer war, das Skilanglaufen. Neben der Teilnahme an nationalen Langlaufwettkämpfen nahm er auch an Biathlonwettkämpfen teil. Im Alter von 15 Jahren entschloss sich Burkhalter aufgrund persönlicher Interessen, seinen Fokus auf Biathlon zu legen. Zunächst startete er national und international im Juniorenbereich. National konnte er viermal Schweizer Juniorenmeister werden. Nach einigen Jahren im unterklassigen IBU-Cup startete er 2018 in Ruhpolding, als Ersatz für Benjamin Weger, erstmals im höherklassigen Weltcup.
In der Saison 2019/2020 konnte Burkhalter mit dem 37. Platz in der Verfolgung in Hochfilzen erstmals Punkte im Weltcup erzielen. Zudem erreichte er den 41. Platz in Hochfilzen, womit er knapp die Punkteplätze verfehlte. 2020 nahm er an den Weltmeisterschaften erstmals für die Schweiz teil und erzielte den 71. Platz im Sprint und den 15. Platz im Staffelwettbewerb. Am 7. Januar 2022 erzielte er im Sprint in Oberhof trotz zwei Schiessfehlern den 29. Platz, welches das bis dahin beste Einzelergebnis seiner Karriere war. Eine Woche später erzielte er als Zehnter im Sprint von Ruhpolding dank fehlerfreier Schiessleistung überraschend seine erste Top-10-Platzierung. Dieses Ergebnis brachte Burkhalter auch zu den Olympischen Spielen in Peking, wo er im Einzel Rang 22 und damit sein zweitbestes Karriereresultat einfuhr. Im Sprint wurde er 45., im zugehörigen Verfolgungsrennen bei sieben Fehlern nach drei Schiesseinlagen überrundet. Nach den Spielen startete Burkhalter bis zum Saisonende im Weltcup. In Kontiolahti ging es mit der Männerstaffel auf Position 6 und damit zur damaligen persönlichen Bestleistung. Ebenfalls gelang ihm im Verfolgungsrennen zum ersten Mal in der Karriere ein fehlerfreies Schiessen bei vier Anschlägen und damit Rang 25. Nach dem Verfolger in Oslo beendete er seine Saison auf Rang 59 der Gesamtwertung und war damit Drittbester seines Landes.
Ende Dezember 2022 stellte Burkhalter in Le Grand-Bornand als 23. der Verfolgung sein zweitbestes Weltcupresultat auf. Da er nach dem Jahreswechsel und im dritten Trimester aus gesundheitlichen Gründen nahezu keine Wettkämpfe bestritt, konnte er keine herausragenden Ergebnisse erzielen. Bei den Weltmeisterschaften in Oberhof lief er im Einzel auf Rang 36, in der Weltcupgesamtwertung resultierte Platz 68. In den beiden folgenden Saisons konnte sich der Schweizer deutlich steigern. Im Winter 2023/24 lief er fünfmal in die Punkteränge, wobei ein 21. Rang die höchste Platzierung darstellte, im Januar 2024 gelang ihm zudem an der Seite von Amy Baserga, Lena Häcki-Groß und Sebastian Stalder mit Rang vier im Mixedwettkampf von Antholz sein bestes Staffelergebnis. Zu Beginn der Saison 2024/25 lief er in Kontiolahti mit 19 Treffern zum zwölften Rang im verkürzten Einzel, seinem zweitbesten Weltcupresultat, in Ruhpolding gelang ihm mit dem gleichen Schießergebnis sogar Platz zehn und somit die Einstellung seiner besten Platzierung. Auch konnte sich Burkhalter im Saisonverlauf für seine ersten drei Massenstartrennen qualifizieren, so auch im Rahmen der Heimweltmeisterschaften, bei denen er vier Top-30-Ergebnisse erzielte.

## Persönliches
Burkhalter lebt in Zweisimmen im Berner Oberland. Seine Schwester Yara startete bei zwei Juniorenweltmeisterschaften. Neben seiner sportlichen Karriere studiert Burkhalter an der FernUni Schweiz Wirtschaft.

## Statistiken

### Weltcupplatzierungen
Die Tabelle zeigt alle Platzierungen (je nach Austragungsjahr einschliesslich Olympische Spiele und Weltmeisterschaften).
- 1.–3. Platz: Anzahl der Podiumsplatzierungen
- Top 10: Anzahl der Platzierungen unter den ersten zehn (einschliesslich Podium)
- Punkteränge: Anzahl der Platzierungen innerhalb der Punkteränge (einschliesslich Podium und Top 10)
- Starts: Anzahl gelaufener Rennen in der jeweiligen Disziplin
- Staffel: inklusive Mixed- und Single-Mixed-Staffeln

| Platzierung               | Einzel | Sprint | Verfolgung | Massenstart | Staffel | Gesamt |
| ------------------------- | ------ | ------ | ---------- | ----------- | ------- | ------ |
| 1. Platz                  |        |        |            |             |         |        |
| 2. Platz                  |        |        |            |             |         |        |
| 3. Platz                  |        |        |            |             |         |        |
| Top 10                    | 1      | 1      |            |             | 15      | 17     |
| Punkteränge               | 3      | 9      | 10         | 2           | 26      | 50     |
| Starts                    | 10     | 35     | 16         | 2           | 26      | 89     |
| Stand: Saisonende 2024/25 |        |        |            |             |         |        |

### Weltcupwertungen
Ergebnisse bei Biathlon-Weltcups (Disziplinen- und Gesamtweltcup) gemäß Punktesystem:
| Saison  | Einzel | Einzel | Sprint | Sprint | Verfolgung | Verfolgung | Massenstart | Massenstart | Gesamt | Gesamt |
| Saison  | Platz  | Punkte | Platz  | Punkte | Platz      | Punkte     | Platz       | Punkte      | Platz  | Punkte |
| ------- | ------ | ------ | ------ | ------ | ---------- | ---------- | ----------- | ----------- | ------ | ------ |
| 2019/20 | –      | –      | –      | –      | 68.        | 4          | –           | –           | 90.    | 4      |
| 2021/22 | –      | –      | 52.    | 43     | 53.        | 28         | –           | –           | 59.    | 71     |
| 2022/23 | –      | –      | 70.    | 10     | 56.        | 19         | –           | –           | 68.    | 29     |
| 2023/24 | 45.    | 17     | 54.    | 22     | 48.        | 26         | –           | –           | 46.    | 65     |
| 2024/25 | 21.    | 60     | 41.    | 48     | 47.        | 26         | 35.         | 28          | 37.    | 162    |

### Olympische Winterspiele

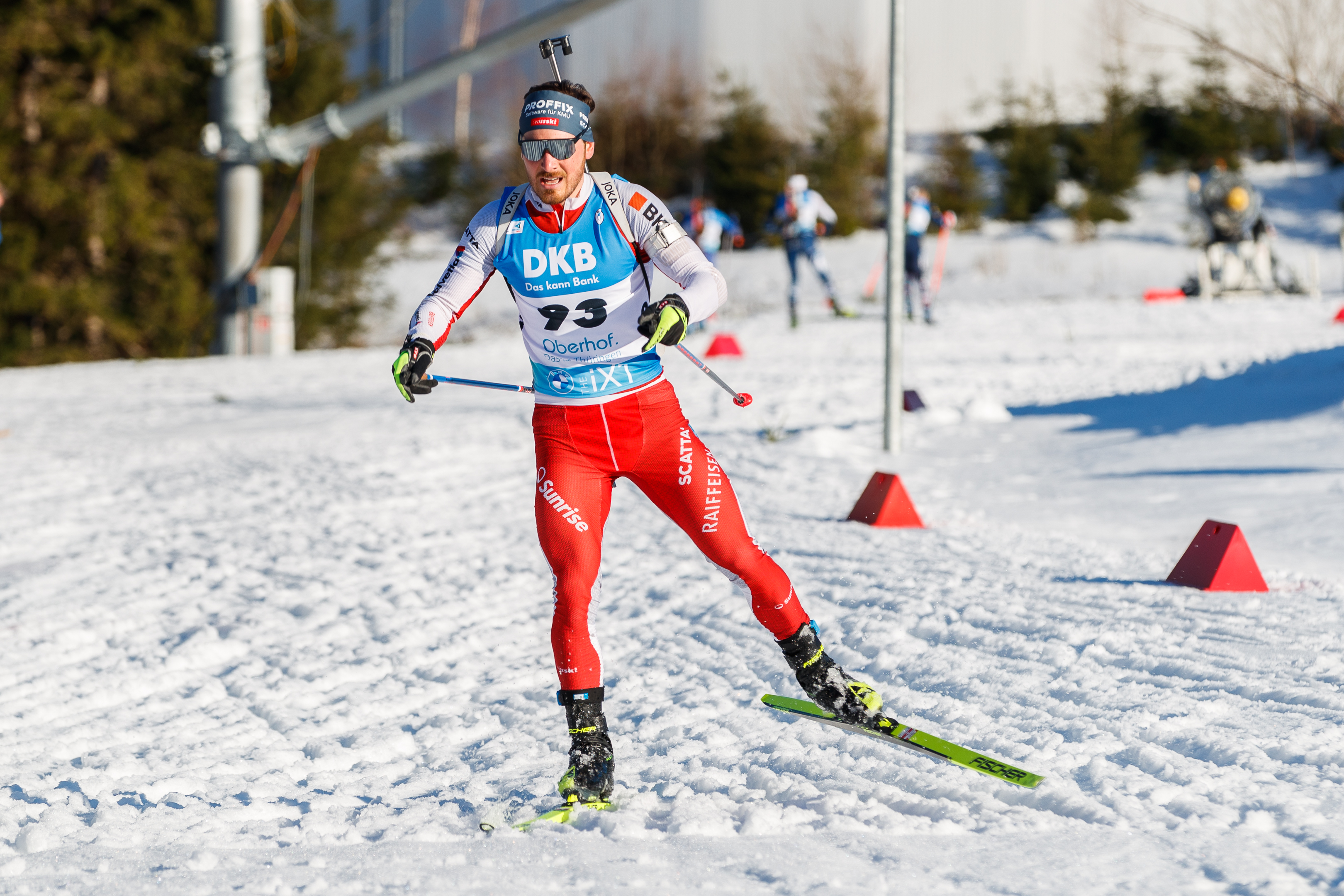
Burkhalter während des Einzelrennens bei den Weltmeisterschaften 2023 in Oberhof

Ergebnisse bei Olympischen Winterspielen:
|                                        | Einzelwettbewerbe | Einzelwettbewerbe | Einzelwettbewerbe | Einzelwettbewerbe | Staffelwettbewerbe | Staffelwettbewerbe |
| Einzel                                 | Sprint            | Verfolgung        | Massenstart       | Männerstaffel     | Mixedstaffel       |                    |
| -------------------------------------- | ----------------- | ----------------- | ----------------- | ----------------- | ------------------ | ------------------ |
| Olympische Winterspiele 2022 \| Peking | 22.               | 45.               | LAP               | –                 | 12.                | –                  |

### Weltmeisterschaften
Ergebnisse bei Weltmeisterschaften:
| Weltmeisterschaften | Weltmeisterschaften | Einzelwettbewerbe | Einzelwettbewerbe | Einzelwettbewerbe | Einzelwettbewerbe | Staffelwettbewerbe | Staffelwettbewerbe | Staffelwettbewerbe |
| Jahr                | Ort                 | Einzel            | Sprint            | Verfolgung        | Massenstart       | Männerstaffel      | Mixedstaffel       | S.-M.-Staffel      |
| ------------------- | ------------------- | ----------------- | ----------------- | ----------------- | ----------------- | ------------------ | ------------------ | ------------------ |
| 2020                | Antholz             | 72.               | 71.               | –                 | –                 | 15.                | –                  | –                  |
| 2023                | Oberhof             | 36.               | 72.               | –                 | –                 | –                  | –                  | –                  |
| 2024                | Nové Město          | 55.               | 57.               | 44.               | –                 | 14.                | –                  | –                  |
| 2025                | Lenzerheide         | 29.               | 21.               | 28.               | 26.               | 7.                 | –                  | –                  |

### Jugend-/Juniorenweltmeisterschaften
Burkhalter nahm 2015 an den Jugend- und ab 2016 an den Juniorenwettkämpfen teil.
| Weltmeisterschaften | Weltmeisterschaften | Einzelwettbewerbe | Einzelwettbewerbe | Einzelwettbewerbe | Männerstaffel |
| Jahr                | Ort                 | Einzel            | Sprint            | Verfolgung        | Männerstaffel |
| ------------------- | ------------------- | ----------------- | ----------------- | ----------------- | ------------- |
| 2015                | Minsk               | 24.               | 5.                | 5.                | 5.            |
| 2016                | Cheile Grădiștei    | 15.               | 34.               | 26.               | 13.           |
| 2017                | Osrblie             | 29.               | DNS               | –                 | –             |